# Úrsulo (conde das sagradas liberalidades)
Úrsulo (em latim: Ursulus) foi um oficial romano do século IV, ativo durante o reinado do imperador Constâncio II (r. 337–361).

## Vida
Úrsulo serviu como conde das sagradas liberalidades sob Constâncio. Em 355, quando Juliano foi nomeado césar, ordenou ao prepósito do tesouro da Gália atendesse a todas as exigências dele. Em 356, foi nomeado como colega do prefeito pretoriano Loliano Mavórcio para julgar caso envolvendo traição e ao absolver o acusado, manteve corajosamente seu veredicto ao retornar ao comitato. Em 360, quando inspecionava as ruínas de Amida com Constâncio, exclamou "Veja com que coragem as cidades são defendidas por nossos soldados, cuja abundância de pagamento a riqueza do império já está se tornando insuficiente", e ao fazê-lo tornou-se inimigo do exército. Em 359/360, segundo Libânio, enviou agentes para exigir o ouro de Trifoniano. Em 361, foi julgado diante do Tribunal da Calcedônia e foi condenado a morte pelo ódio dos militares. Juliano negou responsabilidade e permitiu que sua filha herdou boa parte de sua fortuna.